# Eugeniusz Kus

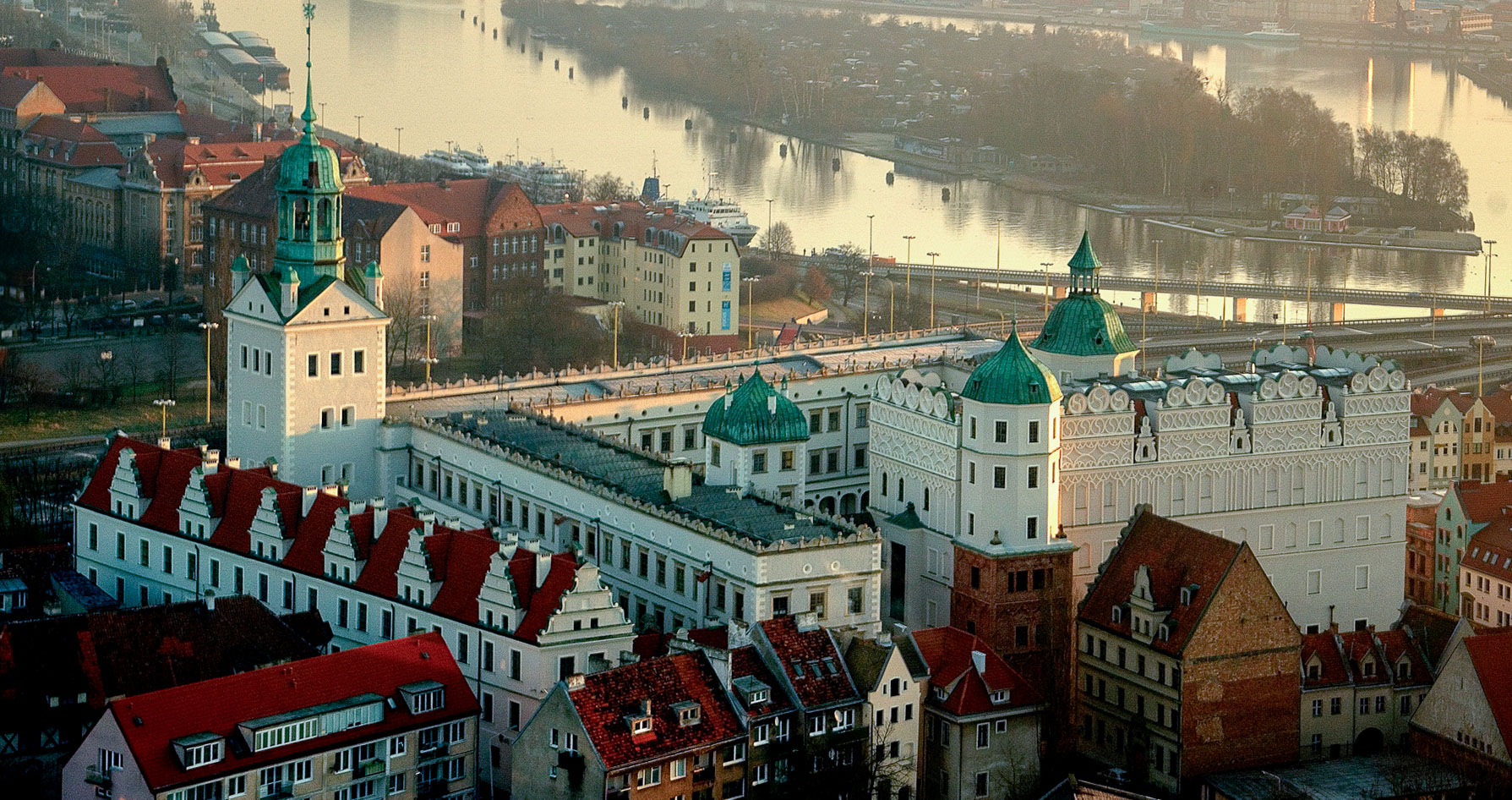
Widok z wieży Bazyliki archikatedralnej na Zamek Książąt Pomorskich w Szczecinie – siedzibę centrum kulturalnego, kierowanego przez Eugeniusza Kusa przez 33 lata

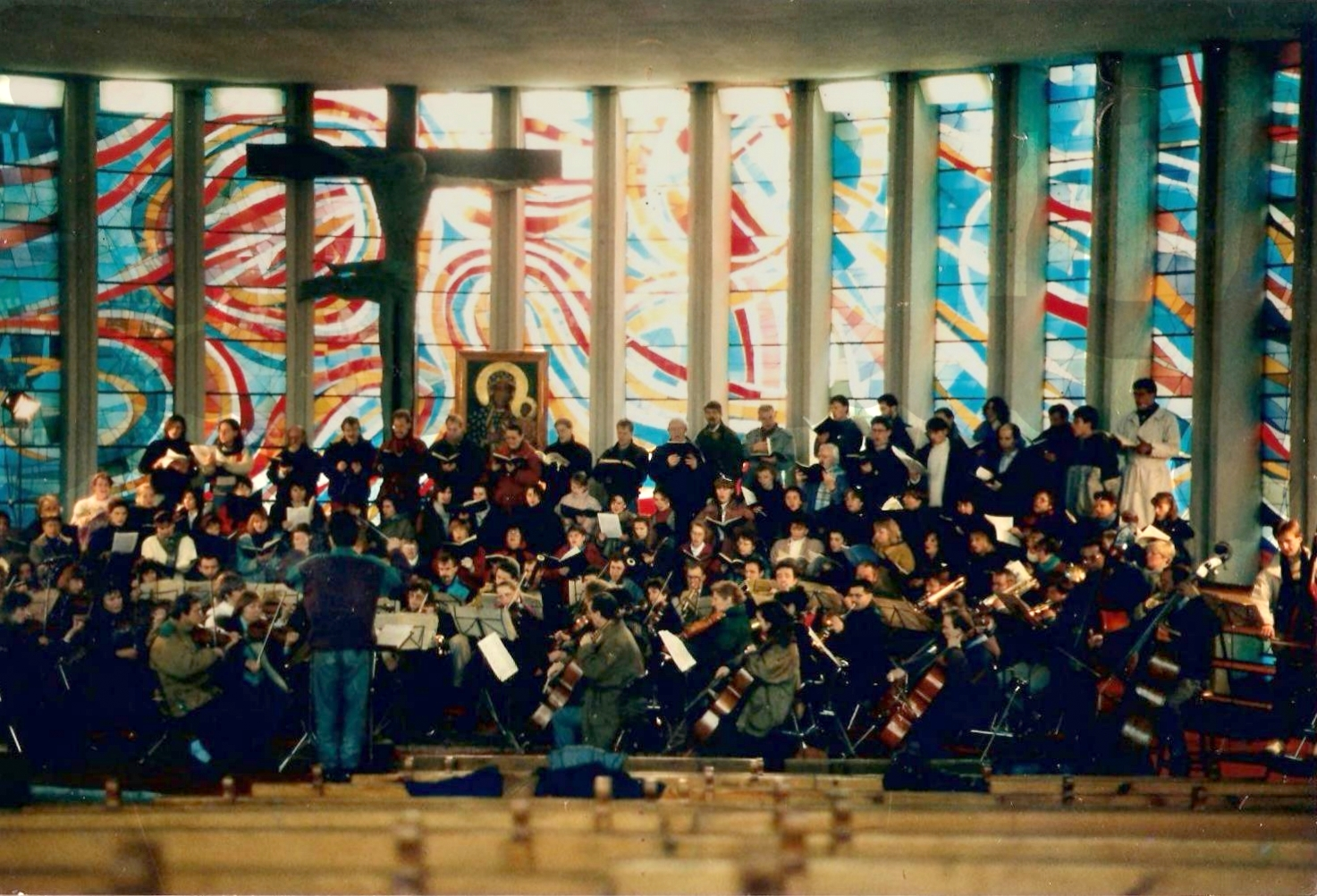
Próba do koncertu w kościele Świętego Krzyża w Szczecinie (1994) Chóru i orkiestry „Johann Sebastian Bach” z Hamburgu i Chóru Uniwersytetu Szczecińskiego

Eugeniusz Kus (ur. 26 stycznia 1940 w Gnieźnie) – polski dyrygent, pedagog–profesor uczelni artystycznych w Szczecinie i Poznaniu, przez 33 lata – dyrektor centrum kulturalnego „Zamek Książąt Pomorskich”, organizator życia kulturalnego w województwie zachodniopomorskim, Ambasador Szczecina 2004.

## Życiorys
Eugeniusz Kus urodził się roku 1940 w Gnieźnie. Studiował w Poznaniu, w Akademii Muzycznej im. Ignacego Paderewskiego. Studia skończył w roku 1966, po czym kształcił się w Wiedniu oraz w Hadze i Rotterdamie jako stypendysta rządów Austrii i Holandii.
Od roku 1969 był kierownikiem artystycznym Chóru Wyższej Szkoły Pedagogicznej, która przekształciła się w roku 1985 w Uniwersytet Szczeciński. Chór Uniwersytetu prowadził do roku 2005.
W kwietniu 1974 r. otrzymał stanowisko dyrektora Wojewódzkiego Domu Kultury w Szczecinie, a w latach 1992–2007 pełnił funkcję dyrektora Zamku Książąt Pomorskich (instytucji utworzonej przez połączenie WDK z Biurem Wystaw Artystycznych). Był inicjatorem i organizatorem lub współorganizatorem wielu festiwali i cykli koncertowych, krajowych i zagranicznych. Odszedł z Zamku Książąt Pomorskich na emeryturę w roku 2007.
Stopień doktora habilitowanego uzyskał w roku 2003 w Akademii Muzycznej w Poznaniu, gdzie otrzymał stanowisko docenta, a następnie – w latach 2004–2010 – stanowisko profesora. Od utworzenia Akademii Sztuki w Szczecinie (2010) jest w niej kierownikiem Katedry Dyrygentury Chóralnej. Otrzymał tytuł profesora 5 stycznia 2011 r.
Jest członkiem wielu muzycznych organizacji i stowarzyszeń, m.in.: Rady Naukowej Pommersches Landesmuseum w Greifswaldzie, Rady Artystycznej Międzynarodowego Konkursu Chóralnego w Gorycji, Zarządu sekcji polskiej International Society for Music Education.

## Działalność artystyczna
Eugeniusz Kus występował jako dyrygent na ponad tysiącu krajowych i zagranicznych koncertów, wykonując m.in. oratoria, msze, kantaty pochodzące różnych okresów, od baroku (m.in. Johann Sebastian Bach, Antonio Vivaldi, Georg Friedrich Händel) do współczesności. Z chórem Uniwersytetu Szczecińskiego i Zespołem Wokalistów i Instrumentalistów „Camerata Nova” (założonym w roku 1984 występował w niemal wszystkich krajach Europy oraz w Stanach Zjednoczonych i Brazylii. Chętnie wykonuje utwory kompozytorów polskich, w tym szczecińskich. Juror wielu konkursów – chóralnych, śpiewu solowego, kompozytorskich – organizowanych w Polsce i za granicą (Bułgaria, Grecja, Hiszpania, Niemcy, Węgry, Włochy, Chiny).

## Organizacja życia kulturalnego
Był organizatorem i uczestnikiem m.in.:
- Międzynarodowych Młodzieżowych Warsztatów Symfonicznych (od roku 1993),
- Międzynarodowych Festiwali Chóralnych w Szczecinie (od roku 1998 co dwa lata),
- Mistrzowskich Kursów Wokalnych (od roku 2002).

Od roku 2001 jest współorganizatorem i uczestnikiem festiwali „Muzyka w Katedrze” Kołobrzegu. Tworzył:
- takie międzynarodowe projekty, jak: Bałtyckie Pomosty, Euro-SZPAK, Polsko-Niemiecka Orkiestra Młodzieżowa POMERANIA, Sztuka bez granic, Ochrona wspólnego dziedzictwa kulturalnego, Skarby Pomorskiej Kultury,
- liczne cykle koncertowe, np. Jesienny Salon Muzyczny, Koncerty gitarowe, Niedzielne Koncerty Południowe, Szlakiem historii i muzyki.

## Publikacje (wybór)
Wybór według Bazy OPI i WorldCat Identities:
- 2006 – JOINT HERITAGE IN POMERANIA (Wspólne dziedzictwo na Pomorzu), Ochrona Zabytków, nr 2, (wspólnie z Beatą Makowską[4],
- 2006 – „Z galerii wspomnień”, wyd. Szczecin : Zamek Książąt Pomorskich, praca zbiorowa (Eugeniusz Kus, Barbara Igielska, Jarosław Eysymont, Jadwiga Najdowa, Barbara Chojnacka)[8],
- 2007 – „Śladami książąt pomorskich = Auf den Spuren der pommerschen Herzöge”, wyd. Szczecin : Zamek Książąt Pomorskich, praca zbiorowa (red. Eugeniusz Kus, Uwe Schröder, Zdzisław Pawlicki; aut.: Janina Kochanowska, Brit Bellmann, Heiko Wartenberg; tł.: Anna Grendziak, Irena Stróżyńska, Bartosz Wójcik)[8].

## Odznaczenia, nagrody i wyróżnienia
Nagrody i wyróżnienia
- 2004 – Ambasador Szczecina[6][7],
- 2007 – Nagroda Artystyczna Miasta Szczecina.
- 2013 – Pomerania Nostra

Odznaczenia
- 1973 – Odznaka Zasłużony Działacz Kultury,
- 1984 – Złota Odznaka Honorowa z Laurem Polskiego Związku Chórów i Orkiestr,
- 1999 – Krzyż Zasługi na Wstędze Orderu Zasługi RFN,
- 2002 – Złota Odznaka Stowarzyszenia Polskich Artystów Muzyków,
- 2004 – Odznaka honorowa „Zasłużony dla Kultury Polskiej”,
- 2004 – Złota Odznaka Honorowa Gryfa Zachodniopomorskiego,
- 2004 – Krzyż Kawalerski OOP,
- 2005 – Srebrny Medal „Zasłużony Kulturze Gloria Artis”.

## Życie prywatne
Eugeniusz Kus zawarł związek małżeński z Danutą Zawadowicz. Ma dwoje dzieci – Jakuba i Katarzynę.